# Depredación intragremial

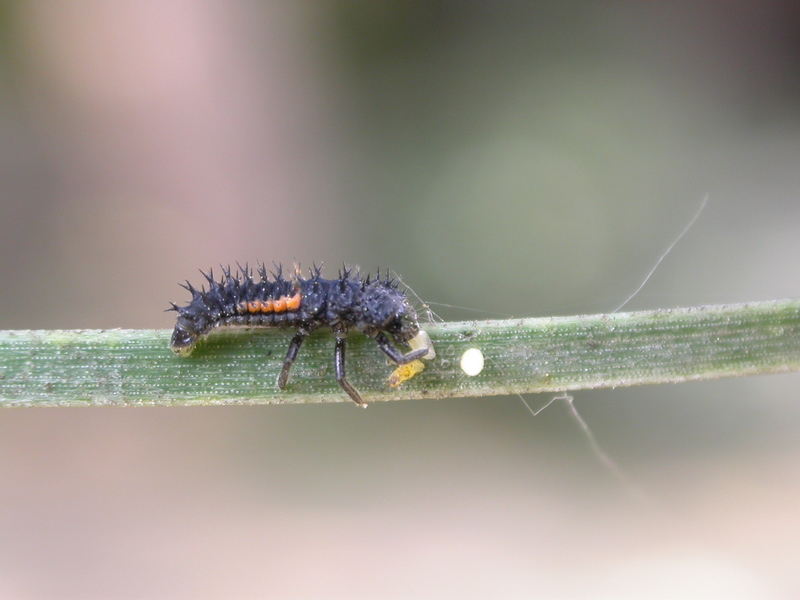
Estadio larvario 3 de Harmonia axyridis alimentándose de huevos de Adalia sp. Ambos son depredadores de áfidos.

Depredación intragremial o intraguild predation (IGP) es una interacción que ocurre cuando dos especies depredadoras compiten por la misma presa y además una de ellas se alimenta de su competidor. Como consecuencia, la depredación intragremial combina dos fuerzas importantes en las comunidades biológicas: la competencia y la depredación, y por tanto puede generar una serie de efectos indirectos entre especies co-ocurrentes. Esta interacción provee energía al depredador intragremial, pero también reduce la potencial competencia por alimento y el riesgo de depredación en casos de IGP mutua.

## Tipos
La depredación intragremial puede ser:
- Unidireccional: ocurre cuando, de las dos especies depredadoras implicadas en esta relación, únicamente una de ellas se alimenta de la otra. La especie depredadora que se alimenta de la otra se denomina depredador intragremial o depredador top; mientras que la especie que es depredada se denomina depredador intermediario o presa intragremial.

- Bidireccional o mutua: ocurre cuando ambas especies depredadoras implicadas en esta relación pueden alimentarse una de la otra.

## Depredación intragremial y control biológico
La depredación intragremial es una relación de vital importancia dentro del control biológico de plagas, ya que introduce un compromiso entre un mayor consumo de la presa que constituye la plaga y un ataque entre los propios depredadores. En caso de que tenga lugar, esta relación puede tener dos consecuencias distintas: por un lado, la depredación intragremial podría introducir un consumidor nuevo que imponga una mayor mortalidad en la presa que constituye la plaga; o por otro lado podría introducir un factor de mortalidad en el depredador intermediario, desarrollándose un efecto indirecto positivo sobre la presa que constituye la plaga al reducirse su consumo. Por ello solo se considera que hay una supresión multi-depredador de la presa cuando la densidad de esta última es menor en presencia de ambos depredadores que con cada uno de ellos por separado.
El efecto de añadir un depredador intragremial para control biológico depende de la eficacia de este y también de la del depredador intermediario por separado. Cuando el depredador intermediario solo es particularmente efectivo en la supresión de la presa, añadir un depredador intragremial provoca un incremento de la presa, posiblemente porque dicho depredador produce una reducción en la densidad o tasa de alimentación del depredador intermediario efectivo. Sin embargo, la adición de depredadores intermediarios a comunidades con depredadores intragremiales ya establecidos suele llevar a una mayor supresión de la presa que constituye una plaga, aunque es un patrón bastante débil. De esta forma pueden extraerse varias conclusiones claras: el incremento de la depredación intragremial reduce la supresión de la presa y los depredadores intermediarios son usualmente más efectivos reduciendo la densidad de la presa que los depredadores intragremiales.
Se pueden diferenciar varios tipos de depredación intragremial en función del tipo de enemigo natural que intervenga en la relación:
- Depredador-depredador: Ambas especies son depredadoras de la especie plaga. Es una relación muy extendida y puede ser unidireccional o bidireccional. De cara al control biológico, este tipo de relación suele ser más perjudicial para la supresión de la plaga que la depredación intragremial de un depredador sobre un parasitoide.

- Parasitoide-parasitoide: Ambas especies son parasitoides de la especie plaga. Esta relación también es conocida como hiperparasitoidismo.

- Depredador-parasitoide: Una especie es depredadora y la otra parasitoide de la especie plaga. Es una relación normalmente unidireccional, en la que el depredador se alimenta del parasitoide de la especie plaga, bien indirectamente al alimentarse de la propia especie presa o bien directamente atacando al adulto parasitoide. En ocasiones puede ocurrir que los parasitoides eviten la oviposición si está o ha estado presente el depredador.